# Finlandia ai XXI Giochi olimpici invernali
La Finlandia ha partecipato ai XXI Giochi olimpici invernali di Vancouver, che si sono svolti dal 12 al 28 febbraio 2010, con una delegazione di 95 atleti.

## Medaglie
| Sport              | Oro | Argento | Bronzo | Totale |
| ------------------ | --- | ------- | ------ | ------ |
| Snowboard          | 0   | 1       | 0      | 1      |
| Hockey su ghiaccio | 0   | 0       | 2      | 2      |
| Sci di fondo       | 0   | 0       | 2      | 2      |
| Totale             | 0   | 1       | 4      | 5      |

| Medaglia | Nome                                                                  | Sport              | Evento                                |
| -------- | --------------------------------------------------------------------- | ------------------ | ------------------------------------- |
| Argento  | Peetu Piiroinen                                                       | Snowboard          | Halfpipe maschile                     |
| Bronzo   | Finlandia                                                             | Hockey su ghiaccio | Torneo maschile                       |
| Bronzo   | Finlandia                                                             | Hockey su ghiaccio | Torneo femminile                      |
| Bronzo   | Aino-Kaisa Saarinen                                                   | Sci di fondo       | 30 km con partenza in linea femminile |
| Bronzo   | Pirjo Muranen Virpi Kuitunen Riitta-Liisa Roponen Aino-Kaisa Saarinen | Sci di fondo       | Staffetta 4x5 km femminile            |

## Biathlon
| Gara                 | Atleta         | Penalità    | Tempo d'arrivo | Posizione |
| -------------------- | -------------- | ----------- | -------------- | --------- |
| 10 km sprint         | Timo Antila    | 1 (1+0)     | 26'37"4        | 40        |
| 10 km sprint         | Paavo Puurunen | 4 (2+2)     | 28'04"8        | 73        |
| 12,5 km inseguimento | Timo Antila    | 6 (0+1+2+3) | 38'22"1        | 52        |
| 20 km individuale    | Timo Antila    | 5 (1+1+1+2) | 54'22"7        | 56        |
| 20 km individuale    | Paavo Puurunen | 4 (1+1+0+2) | 54'03"5        | 53        |

| Gara               | Atleta           | Penalità    | Tempo d'arrivo | Posizione |
| ------------------ | ---------------- | ----------- | -------------- | --------- |
| 7,5 km sprint      | Mari Laukkanen   | 4 (3+1)     | 22'45"0        | 68        |
| 7,5 km sprint      | Kaisa Mäkäräinen | 3 (0+3)     | 22'27"3        | 59        |
| 10 km inseguimento | Kaisa Mäkäräinen | 2 (0+1+1+0) | 34:50.0        | 45        |
| 15 km individuale  | Mari Laukkanen   | 3 (1+0+1+1) | 45:36.4        | 43        |
| 15 km individuale  | Kaisa Mäkäräinen | 4 (2+1+1+0) | 45:46.4        | 46        |

## Combinata nordica
| Gara           | Atleta                                                       | Salto  | Salto | Salto | Fondo       | Fondo            | Posizione   |
| Gara           | Atleta                                                       | Lungh. | Punti | Pos.  | Tempo       | Tempo + distacco | Posizione   |
| -------------- | ------------------------------------------------------------ | ------ | ----- | ----- | ----------- | ---------------- | ----------- |
| NH + 10 km     | Anssi Koivuranta                                             | 99,5   | 122,0 | 8     | 25'22"9     | 25'16"9          | 8           |
| NH + 10 km     | Hannu Manninen                                               | 97,0   | 116,0 | 22    | 25'12"4     | 26'30"4          | 13          |
| NH + 10 km     | Janne Ryynänen                                               | 105,0  | 135,5 | 1     | 27'21"6     | 27'21"6          | 26          |
| NH + 10 km     | Jaakko Tallus                                                | 98,5   | 119,5 | 13    | 27'21"1     | 28'25"1          | 38          |
| LH + 10 km     | Anssi Koivuranta                                             | 97,5   | 66,3  | 44    | non partito | non partito      | non partito |
| LH + 10 km     | Hannu Manninen                                               | 122,5  | 107,7 | 16    | 24'49"0     | 26'06"0          | 4           |
| LH + 10 km     | Janne Ryynänen                                               | 128,0  | 117,0 | 3     | 26'00"9     | 26'40"9          | 12          |
| LH + 10 km     | Jaakko Tallus                                                | 115,5  | 95,8  | 25    | 26'51"1     | 28'56"1          | 32          |
| Gara a squadre | Janne Ryynänen Jaakko Tallus Anssi Koivuranta Hannu Manninen | -      | 507,0 | 1     | 51'53"1     | 51'53"1          | 7           |

## Freestyle
| Gara           | Atleta          | Qualificazioni | Qualificazioni | Qualificazioni | Qualificazioni | Qualificazioni | Finale | Finale | Finale | Finale | Finale    |
| Gara           | Atleta          | Curve          | Salti          | Tempo          | Totale         | Posizione      | Curve  | Salti  | Tempo  | Totale | Posizione |
| -------------- | --------------- | -------------- | -------------- | -------------- | -------------- | -------------- | ------ | ------ | ------ | ------ | --------- |
| Gobbe maschile | Tapio Luusua    | 13,0           | 3,74           | 6,09           | 22,83          | 21             |        |        |        |        |           |
| Gobbe maschile | Arttu Kiramo    | 13,0           | 4,60           | 6,20           | 23,78          | 12             | 11,8   | 4,10   | 6,86   | 22,76  | 16        |
| Gobbe maschile | Mikko Ronkainen | 12,6           | 4,02           | 6,38           | 23,00          | 20             | 12,8   | 4,16   | 6,54   | 23,50  | 12        |

| Gara               | Atleta        | Qualificazioni | Qualificazioni | Ottavi | Quarti | Semifinali | Finale |
| ------------------ | ------------- | -------------- | -------------- | ------ | ------ | ---------- | ------ |
| Ski cross maschile | Juha Haukkala | 1'14"66        | 21             | 3      |        |            |        |

## Hockey su ghiaccio

### Torneo maschile

#### Roster
- Niklas Bäckström
- Miikka Kiprusoff
- Antero Niittymäki
- Lasse Kukkonen
- Sami Lepistö
- Toni Lydman
- Janne Niskala
- Joni Pitkänen
- Sami Salo
- Kimmo Timonen
- Valtteri Filppula
- Niklas Hagman
- Jarkko Immonen
- Olli Jokinen
- Niko Kapanen
- Mikko Koivu
- Saku Koivu
- Jere Lehtinen
- Antti Miettinen
- Ville Peltonen
- Jarkko Ruutu
- Tuomo Ruutu
- Teemu Selänne

#### Prima fase
| Vancouver 17 febbraio 2010, ore 12:00 UTC-8 | Finlandia | 5 – 1 (2-0, 1-1, 2-0) referto | Bielorussia | Canada Hockey Place |

| Vancouver 19 febbraio 2010, ore 21:00 UTC-8 | Finlandia | 5 – 0 (1-0, 2-0, 2-0) referto | Germania | Canada Hockey Place |

| Vancouver 21 febbraio 2010, ore 21:00 UTC-8 | Svezia | 3 – 0 (1-0, 2-0, 0-0) referto | Finlandia | Canada Hockey Place |

Classifica
| Squadre     | Punti | PG | V | VOT | POT | P | GF | GS | DG |
| ----------- | ----- | -- | - | --- | --- | - | -- | -- | -- |
| Svezia      | 9     | 3  | 3 | 0   | 0   | 0 | 9  | 2  | +7 |
| Finlandia   | 6     | 3  | 2 | 0   | 0   | 1 | 10 | 4  | +6 |
| Bielorussia | 3     | 3  | 1 | 0   | 0   | 2 | 8  | 12 | -4 |
| Germania    | 0     | 3  | 0 | 0   | 0   | 3 | 3  | 12 | -9 |

#### Fase ad eliminazione diretta
Quarti di finale
| Vancouver 24 febbraio 2010, ore 19:00 UTC-8 | Finlandia | 2 – 0 (0-0, 0-0, 2-0) referto | Rep. Ceca | UBC Winter Sports Centre |

Semifinale
| Vancouver 26 febbraio 2010, ore 12:00 UTC-8 | Stati Uniti | 6 – 1 (6-0 0-1 0-0) referto | Finlandia | Canada Hockey Place |

Finale per il bronzo
| Vancouver 27 febbraio 2010, ore 19:00 UTC-8 | Finlandia | 5 – 3 (1-0,0-3,4-0) referto | Slovacchia | Canada Hockey Place |

### Torneo femminile

#### Roster
- Mira Kuisma
- Noora Räty
- Anna Vanhatalo
- Jenni Hiirikoski
- Emma Laaksonen
- Rosa Lindstedt
- Terhi Mertanen
- Heidi Pelttari
- Mariia Posa
- Saija Sirviö
- Anne Helin
- Venla Hovi
- Michelle Karvinen
- Annina Rajahuhta
- Karoliina Rantamäki
- Mari Saarinen
- Nina Tikkinen
- Minnamari Tuominen
- Saara Tuominen
- Linda Välimäki
- Marjo Voutilainen

#### Prima fase
| Vancouver 14 febbraio 2010, ore 16:30 UTC-8 | Finlandia | 5 – 1 (1-1, 2-0, 2-0) referto | Russia | UBC Winter Sports Centre (5.275 spett.) |

| Vancouver 16 febbraio 2010, ore 19:00 UTC-8 | Finlandia | 2 – 1 (0-1, 2-0, 0-0) referto | Cina | UBC Winter Sports Centre (5,275 spett.) |

| Vancouver 18 febbraio 2010, ore 14:30 UTC-8 | Stati Uniti | 6 – 0 (4-0, 1-0, 1-0) referto | Finlandia | UBC Winter Sports Centre |

Classifica
| Squadre     | Punti | PG | V | VOT | POT | P | GF | GS | DG  |
| ----------- | ----- | -- | - | --- | --- | - | -- | -- | --- |
| Stati Uniti | 9     | 3  | 3 | 0   | 0   | 0 | 31 | 1  | +30 |
| Finlandia   | 6     | 2  | 2 | 0   | 0   | 1 | 7  | 8  | -1  |
| Russia      | 3     | 3  | 1 | 0   | 0   | 2 | 3  | 19 | -16 |
| Cina        | 0     | 3  | 0 | 0   | 0   | 3 | 3  | 16 | -13 |

#### Fase ad eliminazione diretta
Semifinale
| Vancouver 22 febbraio 2010, ore 17:00 UTC-8 | Finlandia | 0 – 5 (0-2, 0-1, 0-2) referto | Canada | Canada Hockey Place |

Finale
| Vancouver 25 febbraio 2010, ore 11:00 UTC-8 | Svezia | 2 – 3 TS (0-0, 1-2, 1-0, 0-1) referto | Finlandia | Canada Hockey Place |

## Pattinaggio di figura
| Gara                  | Atleta               | Breve | Breve | Libero          | Libero          | Totale | Totale |
| Gara                  | Atleta               | Punti | Pos.  | Punti           | Pos.            | Punti  | Pos.   |
| --------------------- | -------------------- | ----- | ----- | --------------- | --------------- | ------ | ------ |
| Individuale maschile  | Ari-Pekka Nurmenkari | 44,62 | 30    | non qualificato | non qualificato | 44,62  | 30     |
| Individuale femminile | Kiira Korpi          | 52,96 | 17    | 108,61          | 11              | 161,57 | 11     |
| Individuale femminile | Laura Lepistö        | 61,36 | 10    | 126,61          | 4               | 187,97 | 6      |

## Pattinaggio di velocità
| Gara   | Atleta          | Tempo 1 | Tempo 2 | Totale   | Posizione |
| ------ | --------------- | ------- | ------- | -------- | --------- |
| 500 m  | Pekka Koskela   | 35"943  | 36"535  | 1'12"47  | 33        |
| 500 m  | Tuomas Nieminen | 35"940  | 36"047  | 1'11"98  | 27        |
| 500 m  | Mika Poutala    | 34"863  | 35"181  | 1'10"044 | 5         |
| 500 m  | Markus Puolakka | 36"152  | 36"204  | 1'12"35  | 27        |
| 1000 m | Tuomas Nieminen | 1'12"26 | 1'12"26 | 1'12"26  | 34        |
| 1000 m | Mika Poutala    | 1'09"85 | 1'09"85 | 1'09"85  | 8         |

## Salto con gli sci
| Gara               | Atleta                                                  | Qualificazioni         | Qualificazioni         | Qualificazioni         | Finale          | Finale         | Finale          | Finale         | Finale       | Posizione    |
| Gara               | Atleta                                                  | Lunghezza              | Punti                  | Pos.                   | Lungh. 1° salto | Punti 1° salto | Lungh. 2° salto | Punti 2° salto | Punti totali | Posizione    |
| ------------------ | ------------------------------------------------------- | ---------------------- | ---------------------- | ---------------------- | --------------- | -------------- | --------------- | -------------- | ------------ | ------------ |
| Trampolino normale | Janne Ahonen                                            | qualificato di diritto | qualificato di diritto | qualificato di diritto | 102,0           | 129,5          | 104,0           | 133,5          | 263,0        | 4            |
| Trampolino normale | Janne Happonen                                          | 104,5                  | 133,0                  | 8                      | 97,5            | 117,5          | 100,0           | 124,0          | 241,5        | 19           |
| Trampolino normale | Kalle Keituri                                           | 103,0                  | 130,0                  | 11                     | 97,0            | 116,0          | 99,5            | 122,0          | 238,0        | 22           |
| Trampolino normale | Harri Olli                                              | 105,0                  | 133,5                  | 7                      | squalificato    | squalificato   | squalificato    | squalificato   | squalificato | squalificato |
| Trampolino lungo   | Janne Ahonen                                            | qualificato di diritto | qualificato di diritto | qualificato di diritto | 125,0           | 111,0          | non partito     | non partito    | 111,0        | 31           |
| Trampolino lungo   | Janne Happonen                                          | 133,0                  | 128,4                  | 13                     | squalificato    | squalificato   | squalificato    | squalificato   | squalificato | squalificato |
| Trampolino lungo   | Matti Hautamäki                                         | 137,5                  | 138,0                  | 3                      | 134,0           | 131,7          | 104,0           | 70,7           | 202,4        | 26           |
| Trampolino lungo   | Harri Olli                                              | 137,0                  | 135,6                  | 9                      | 117,0           | 95,6           | 129,0           | 122,2          | 217,8        | 18           |
| Gara a squadre     | Matti Hautamäki Janne Happonen Kalle Keituri Harri Olli |                        |                        |                        | -               | 490,2          | -               | 524,4          | 1014,6       | 4            |

## Sci alpino
| Gara           | Atleta         | 1° manche  | 2° manche  | Tempo totale | Posizione  |
| -------------- | -------------- | ---------- | ---------- | ------------ | ---------- |
| Slalom         | Andreas Romar  | non finito |            |              |            |
| Gigante        | Andreas Romar  | 1'19"79    | 1'22"52    | 2'42"31      | 30         |
| Gigante        | Marcus Sandell | 1'18"58    | non finito |              |            |
| Super-g        | Andreas Romar  | non finito | non finito | non finito   | non finito |
| Discesa        | Andreas Romar  | 1'58"71    | 1'58"71    | 1'58"71      | 42         |
| Supercombinata | Andreas Romar  | 2'00"89    | non finito |              |            |

| Gara    | Atleta           | 1° manche  | 2° manche | Tempo totale | Posizione |
| ------- | ---------------- | ---------- | --------- | ------------ | --------- |
| Slalom  | Sanni Leinonen   | non finito |           |              |           |
| Slalom  | Tanja Poutiainen | 51"67      | 53"26     | 1'44"93      | 6         |
| Gigante | Sanni Leinonen   | 1'18"38    | 1'14"06   | 2'32"44      | 30        |
| Gigante | Tanja Poutiainen | 1'16"16    | 1'12"01   | 2'28"17      | 13        |

## Sci di fondo
| Gara                        | Atleta                                                              | Tempo d'arrivo | Posizione  |
| --------------------------- | ------------------------------------------------------------------- | -------------- | ---------- |
| 15 km a tecnica libera      | Matti Heikkinen                                                     | 35'37"1        | 39         |
| 15 km a tecnica libera      | Teemu Kattilakoski                                                  | 35'06"8        | 27         |
| 15 km a tecnica libera      | Juha Lallukka                                                       | 35'28"8        | 34         |
| 15 km a tecnica libera      | Ville Nousiainen                                                    | 34'45"5        | 13         |
| 30 km inseguimento          | Matti Heikkinen                                                     | non finito     | non finito |
| 30 km inseguimento          | Sami Jauhojärvi                                                     | non finito     | non finito |
| 30 km inseguimento          | Lari Lehtonen                                                       | 1h 20'34"5     | 33         |
| 30 km inseguimento          | Ville Nousiainen                                                    | non finito     | non finito |
| 50 km con partenza in linea | Sami Jauhojärvi                                                     | 2h 06'43"2     | 20         |
| 50 km con partenza in linea | Lari Lehtonen                                                       | 2h 16'26"2     | 43         |
| 50 km con partenza in linea | Ville Nousiainen                                                    | 2h 11'38"0     | 37         |
| Staffetta 4x10 km           | Sami Jauhojärvi Matti Heikkinen Teemu Kattilakoski Ville Nousiainen | 1h 45'30"3     | 5          |

| Gara              | Atleta                           | Qualificazioni | Qualificazioni | Quarti di finale | Quarti di finale | Semifinali | Semifinali | Finale  | Finale    |  |  |
| Gara              | Atleta                           | Tempo          | Pos.           | Tempo            | Pos.             | Tempo      | Pos.       | Tempo   | Posizione |  |  |
| ----------------- | -------------------------------- | -------------- | -------------- | ---------------- | ---------------- | ---------- | ---------- | ------- | --------- |  |  |
| Individuale       | Sami Jauhojärvi                  | 3'39"57        | 21             | 3'36"9           | 2                | 3'39"6     | 6          |         |           |  |  |
| Individuale       | Kalle Lassila                    | 3'39"12        | 19             | 3'42"2           | 2                | 3'43"7     | 5          |         |           |  |  |
| Individuale       | Matias Strandvall                | 3'42"74        | 37             |                  |                  |            |            |         |           |  |  |
| Individuale       | Jesse Väänänen                   | 3'39"21        | 20             | 3'38"9           | 5                |            |            |         |           |  |  |
| Sprint di squadra | Lasse Paakkonen Ville Nousiainen |                |                |                  |                  | 18'54"3    | 5          | 19'50"8 | 10        |  |  |

| Gara                        | Atleta                                                                | Tempo d'arrivo | Posizione |
| --------------------------- | --------------------------------------------------------------------- | -------------- | --------- |
| 10 km a tecnica libera      | Krista Pärmäkoski                                                     | 27'49"4        | 53        |
| 10 km a tecnica libera      | Riitta-Liisa Roponen                                                  | 25'24"3        | 6         |
| 10 km a tecnica libera      | Aino-Kaisa Saarinen                                                   | 25'59"5        | 15        |
| 10 km a tecnica libera      | Riikka Sarasoja                                                       | 26'50"2        | 31        |
| 15 km inseguimento          | Pirjo Muranen                                                         | 42'50"5        | 30        |
| 15 km inseguimento          | Riitta-Liisa Roponen                                                  | 42'00"2        | 15        |
| 15 km inseguimento          | Aino-Kaisa Saarinen                                                   | 40'40"6        | 5         |
| 15 km inseguimento          | Riikka Sarasoja                                                       | 42'24"4        | 21        |
| 30 km con partenza in linea | Virpi Kuitunen                                                        | 1h 33'36"7     | 14        |
| 30 km con partenza in linea | Krista Pärmäkoski                                                     | 1h 35'08"4     | 26        |
| 30 km con partenza in linea | Aino-Kaisa Saarinen                                                   | 1h 31'38"7     |           |
| 30 km con partenza in linea | Riikka Sarasoja                                                       | 1h 33'33"2     | 13        |
| Staffetta 4x5 km            | Pirjo Muranen Virpi Kuitunen Riitta-Liisa Roponen Aino-Kaisa Saarinen | 55'49"9        |           |

| Gara              | Atleta                               | Qualificazioni | Qualificazioni | Quarti di finale | Quarti di finale | Semifinali | Semifinali | Finale  | Finale    |
| Gara              | Atleta                               | Tempo          | Pos.           | Tempo            | Pos.             | Tempo      | Pos.       | Tempo   | Posizione |
| ----------------- | ------------------------------------ | -------------- | -------------- | ---------------- | ---------------- | ---------- | ---------- | ------- | --------- |
| Individuale       | Virpi Kuitunen                       | 3'43"72        | 6              | 3'39"9           | 2                | 3'46"4     | 5          |         |           |
| Individuale       | Pirjo Muranen                        | 3'46"04        | 15             | 3'41"7           | 5                |            |            |         |           |
| Individuale       | Kirsi Perälä                         | 3'48"08        | 20             | 3'39"7           | 4                |            |            |         |           |
| Individuale       | Aino-Kaisa Saarinen                  | 3'38"82        | 2              | 3'40"7           | 3                |            |            |         |           |
| Sprint di squadra | Riitta-Liisa Roponen Riikka Sarasoja |                |                |                  |                  | 18'53"8    | 6          | 18'56"6 | 8         |

## Snowboard
| Gara              | Atleta          | Qualificazioni | Qualificazioni | Semifinali           | Semifinali           | Finale    | Finale    |
| Gara              | Atleta          | Punteggio      | Pos.           | Punteggio            | Pos.                 | Punteggio | Posizione |
| ----------------- | --------------- | -------------- | -------------- | -------------------- | -------------------- | --------- | --------- |
| Halfpipe maschile | Janne Korpi     | 26,5           | 11             |                      |                      |           |           |
| Halfpipe maschile | Markku Koski    | 39,3           | 5              | 37,1                 | 5                    | 36,4      | 6         |
| Halfpipe maschile | Markus Malin    | 36,7           | 8              | 42,9                 | 1                    | 18,3      | 11        |
| Halfpipe maschile | Peetu Piiroinen | 45,1           | 1              | di diritto in finale | di diritto in finale | 45,0      |           |

| Gara                        | Atleta             | Qualificazioni | Qualificazioni | Ottavi | Ottavi | Quarti | Quarti | Semifinale | Semifinale | Finale | Finale |
| --------------------------- | ------------------ | -------------- | -------------- | ------ | ------ | ------ | ------ | ---------- | ---------- | ------ | ------ |
| Gigante parallelo femminile | Ilona Ruotsalainen | 1'26"66        | 23             |        |        |        |        |            |            |        |        |